# Chullo

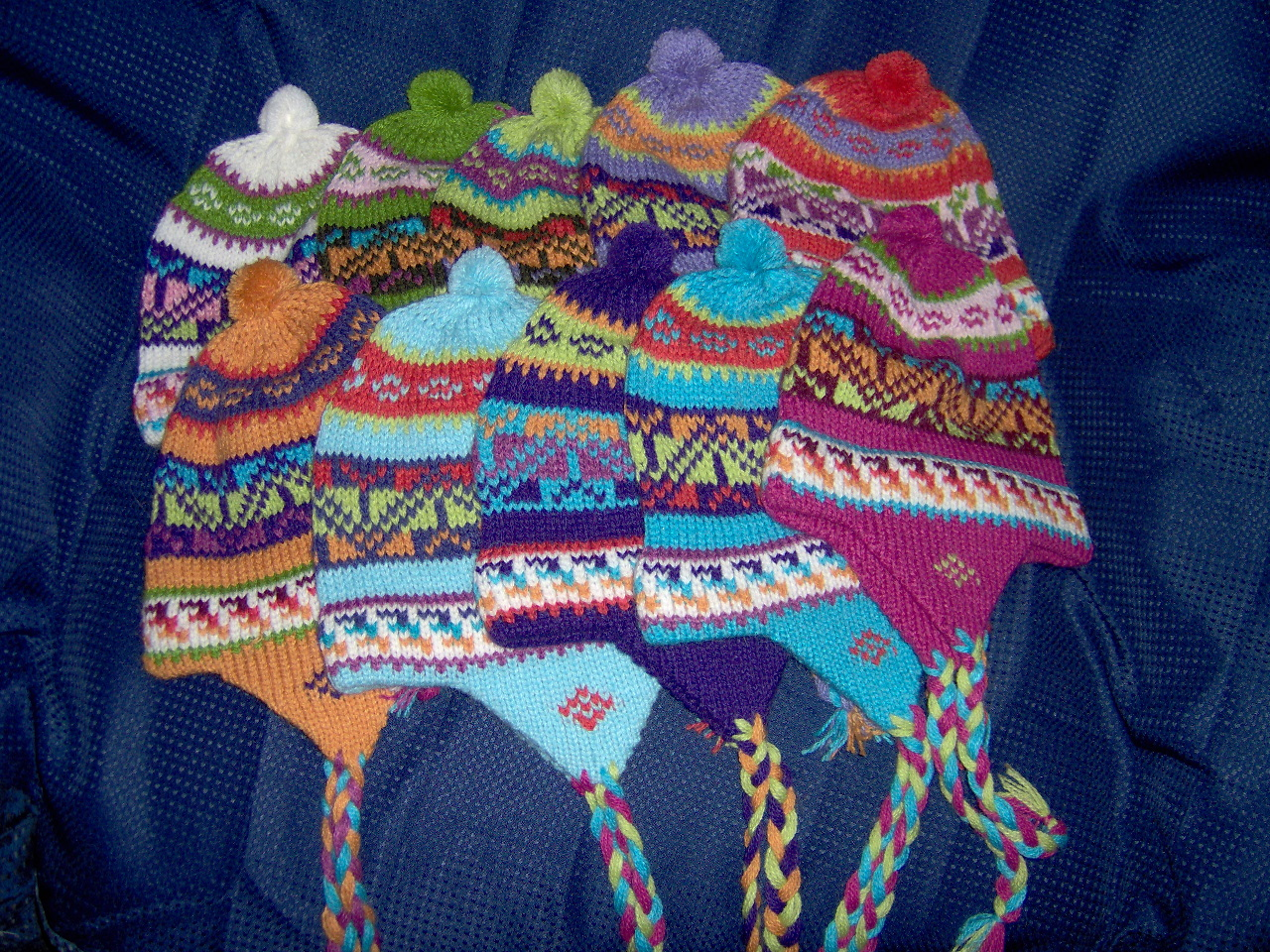
Chullo in lana di alpaca

Il chullo (pronuncia spagnola [ˈʧuʎo], localmente [ˈʧuʝo]; in aymara ch'ullu), spesso noto come cappello nepalese è un tipo di cappello originario del Perù e della Bolivia, realizzato in lana di vigogna, alpaca, lama o pecora. Si tratta di materiali isolanti che permettono a chi li indossa di affrontare le temperature rigide delle regioni montane andine.
Il cappello è un berretto che copre la testa fino alla fronte, ed è provvisto di due estensioni sui lati che servono a proteggere anche le orecchie, e che in alcuni casi possono essere annodati sotto il mento. 
Vedi anche il tipico cappellino di lana, la Toque.